# Lothar Schmid
Lothar Maximilian Lorenz Schmid (Dresda, 10 maggio 1928 – Bamberga, 18 maggio 2013) è stato uno scacchista tedesco, grande maestro e arbitro internazionale.

## Biografia scacchistica
È stato uno dei più forti grandi maestri tedeschi del periodo dopo la seconda mondiale.
È noto anche per aver arbitrato diversi match del campionato del mondo, tra cui quello del 1972 a Reykjavík tra Spasskij e Fischer (chiamato "match del secolo"), quello del 1978 a Baguio tra Karpov e Korčnoj e quello del 1986 a Mosca tra Karpov e Kasparov. Arbitrò inoltre anche il "match mondiale" non ufficiale tra Spasskij e Fischer del 1992.
Ha partecipato con la Germania Ovest a 11 olimpiadi degli scacchi dal 1950 al 1974, col risultato complessivo di (+66 =51 -21). Vinse quattro medaglie d'argento individuali e due di bronzo di squadra.
È stato anche un fortissimo giocatore per corrispondenza: vinse il primo campionato tedesco per corrispondenza (1950-52), il "Memorial Eduard Dickhoff" (1954-56) e fu 2º-3º dietro a Vjačeslav Ragozin nel secondo campionato del mondo per corrispondenza (1956-58).
Nella sua residenza di Bamberga Lothar Schmid ha creato la più vasta libreria privata del mondo di libri di scacchi (oltre 20.000 titoli). È stato anche un appassionato collezionista di opere d'arte legate agli scacchi, scacchiere e pezzi provenienti da tutto il mondo.

## Altri risultati
- 1941 : vince il campionato di Dresda
- 1943 : 2º a Vienna nel campionato tedesco juniores
- 1947 : =1º con Gerhard Pfeiffer nel campionato tedesco della zona di influenza sovietica
- 1949 : 1º a Großröhrsdorf
- 1954 : 1º a Zurigo
- 1956 : 1º a Göteborg
- 1959 : ottiene il titolo di Grande Maestro
- 1963 : 1º a Malaga
- 1964 : 1º a Wilderness
- 1970 : 1º a Mar del Plata
- 1971 : 2º-4º ad Adelaide
- 1980 : 1º nel BBC International di Londra

## Partite notevoli
- Efim Bogoljubov - Lothar Schmid, Bad Pyrmond 1949  Quattro Cavalli C47
- Lothar Schmid - Paul Keres, Tel Aviv 1964  Spagnola C92
- Andrew Thomas - Lothar Schmid, Hastings 1951-52  Gambetto siciliano B20
- Lothar Schmid - Vincenzo Castaldi, Clare Benedict Cup 1957  Inglese simmetrica A35
- Michail Botvinnik - Lothar Schmid, Amburgo 1965  Vecchia indiana A53